# 당시 (영화)
"당시"(唐詩, Tang Shi)는 한국에서 제작된 장률 감독의 2004년 영화이다. 최월매 등이 주연으로 출연하였고 최두영 등이 제작에 참여하였다. 이 작품은 장률 감독의 최초의 장편 데뷔 작품이다.
수전증을 앓는 전직 소매치기와 연인인지 제자인지 모를 한 여자가 거주하는 오래된 아파트가 주 배경으로 시작한다. 시를 받쳐내는 침묵의 여백이 존재한다.

## 출연
- 최월매